# Oligolepis stomias
Oligolepis stomias es una especie de peces de la familia de los Gobiidae en el orden de los Perciformes.

## Hábitat
Es un pez de clima tropical y demersal.

## Distribución geográfica
Se encuentra en Papúa Nueva Guinea y el sur de Taiwán. 

## Observaciones
Es inofensivo para los humanos. 